# 1955 في بلجيكا
فيما يلي قوائم الأحداث التي وقعت خلال عام 1955 في بلجيكا.

## رياضة
- 5 يونيو – جائزة بلجيكا الكبرى 1955 الفائز خوان مانويل فانجيو.

## مواليد

### يناير
- 1 يناير – درك فيرهوفشتان فيلسوف بلجيكي.
- 13 يناير – ودو لوس درّاج طريق بلجيكي.

### مايو
- 19 مايو – لويس لويتن متسابق دراجات بلجيكي.
- 24 مايو – فيليب لافونتين
- 27 مايو – رينيه مارتنز درّاج طريق بلجيكي.

### سبتمبر
- 25 سبتمبر – لودو كيوك لاعب كرة قدم بلجيكي.

### أكتوبر
- 13 أكتوبر – هندريك ديفوس درّاج طريق بلجيكي.

### نوفمبر
- 3 نوفمبر – ميشيل رينكوين لاعب كرة قدم بلجيكي.
- 17 نوفمبر – آلان دي رو متسابق دراجات بلجيكي.

### ديسمبر
- 12 ديسمبر – إيدي شيبرز درّاج طريق بلجيكي.

## وفيات

### يناير
- 1 يناير – إيمانويل يانسن (مواليد 1879) رجل أعمال بلجيكي.

### ديسمبر
- 22 ديسمبر – يولس-إيميل فيرشافت (مواليد 1870) فيزيائي بلجيكي.